# Kanton Montfort-sur-Risle
Kanton Montfort-sur-Risle (fr. Canton de Montfort-sur-Risle) je francouzský kanton v departementu Eure v regionu Horní Normandie. Skládá se ze 14 obcí.

## Obce kantonu
- Appeville-Annebault
- Authou
- Bonneville-Aptot
- Brestot
- Condé-sur-Risle
- Écaquelon
- Freneuse-sur-Risle
- Glos-sur-Risle
- Illeville-sur-Montfort
- Montfort-sur-Risle
- Pont-Authou
- Saint-Philbert-sur-Risle
- Thierville
- Touville